# Sidzina (Bystra-Sidzina)
Sidzina (früher Miłoszów) ist eine Ortschaft mit einem Schulzenamt der Gemeinde Bystra-Sidzina im Powiat Suski der Woiwodschaft Kleinpolen in Polen.

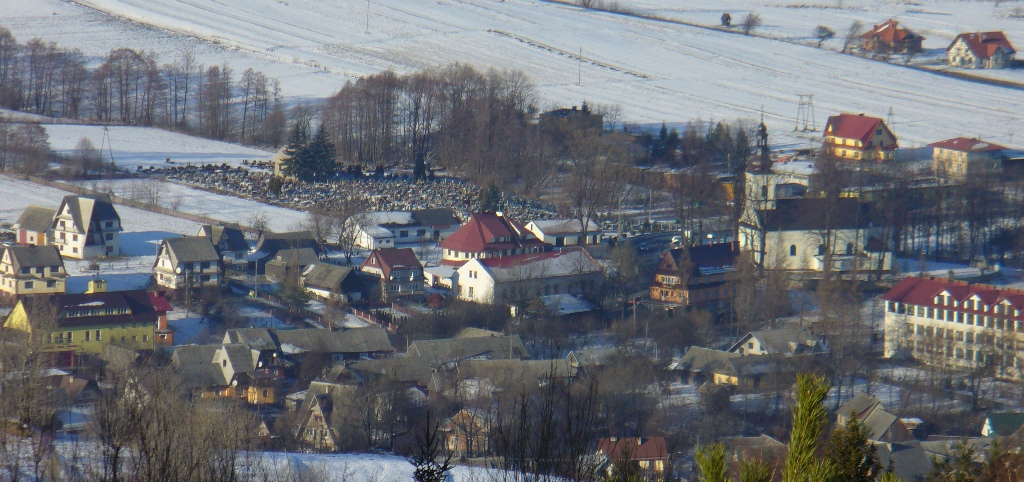
Sidzina im Winter

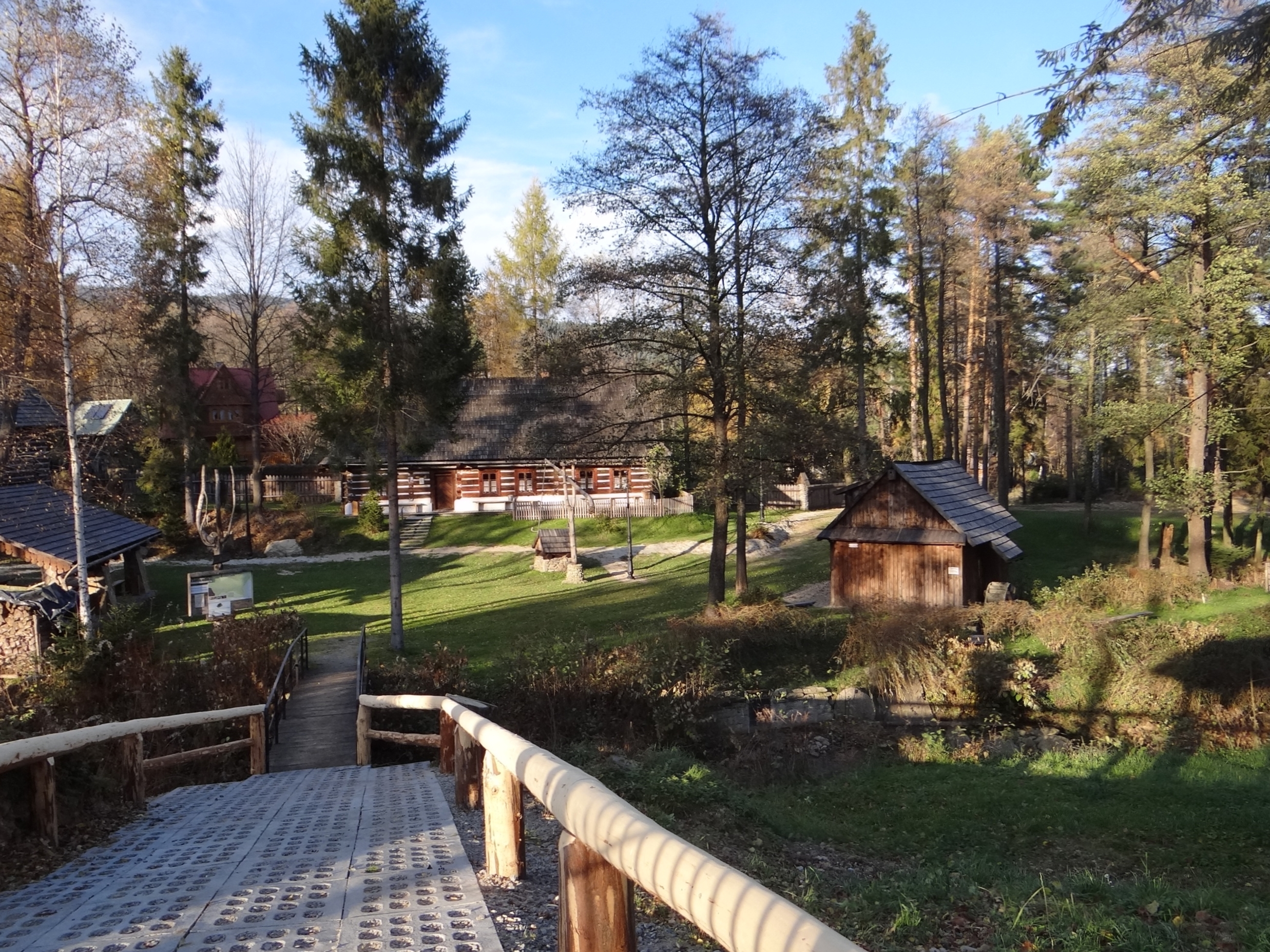
Freilichtmuseum (Skansen) in Sidzina

## Geographie
Der Ort liegt am Bach Sidzinka östlich der Polica, in den Saybuscher Beskiden, im westlichen Teil der Landschaft Podhale.

## Geschichte
Der Ort Miłoszowa wurde im Jahr 1563 im gleichnamigen Wildnis von Maciej Gorel gegründet. Diese Wildnis war zu dieser Zeit eine Naturgrenze zur ungarischen Arwa im Besitz der Familie Thurzo, die es auch aus dem Süden besiedelten. Im Jahr 1680 wurde es als Miloszow alias Sidzina erwähnt, danach tauchte der alte Name nicht wieder auf. Der besitzanzeigende Name ist vom Personennamen Sida abgeleitet.
Das Dorf gehörte zu der Starostei von Burg Lanckorona im Kreis Szczyrzyc der Woiwodschaft Krakau.
Bei der Ersten Teilung Polens kam das Dorf 1772 zum neuen Königreich Galizien und Lodomerien des habsburgischen Kaiserreichs (ab 1804). Ab 1782 gehörte es dem Myslenicer Kreis (1819 mit dem Sitz in Wadowice). Nach der Aufhebung der Patrimonialherrschaften bildete es nach 1850 eine Gemeinde im Bezirk Myślenice. Ab 1839 gehörte es mit den Gütern von Maków zur Familie Saint Genois d`Anneacourt, ab 1878 im Besitz der Teschener Habsburger (Albrecht von Österreich-Teschen).
1818 wurde es zum Sitz einer römisch-katholischen Pfarrei. Im 19. Jahrhundert entstand in einem Tal östlich von Polica eine kurzlebige deutsche Kolonie Hundstal (Psia Dolina).
1918, nach dem Ende des Ersten Weltkriegs und dem Zusammenbruch der k.u.k. Monarchie, kam Sidzina zu Polen. Unterbrochen wurde dies nur durch die Besetzung Polens durch die Wehrmacht im Zweiten Weltkrieg. Es gehörte dann zum Distrikt Krakau des Generalgouvernements.
Von 1975 bis 1998 gehörte Sidzina zur Woiwodschaft Nowy Sącz.